# Geek U.S.A.
"Geek U.S.A." es una canción del segundo álbum de estudio de la banda The Smashing Pumpkins, Siamese Dream. "Geek U.S.A." fue escrita por Billy Corgan. Fue ubicada en la posición 54 en la lista de los 100 mejores solos de guitarra de todos los tiempos de Guitar World. Irónicamente, el solo de la versión demo de la canción es significativamente más largo que el de la versión del álbum y las presentaciones en vivo de la canción posteriores, y Corgan incluso consideró desecharlo del todo, ya que sentía que no agregaba mucho a la dinámica (ya estilo montaña rusa) de la canción. Esta dinámica llevó a Corgan a referirse a "Geek U.S.A." como "todo Gish en una canción". La batería de Jimmy Chamberlin en esta canción ha sido ubicada entre las mejores de todos los tiempos, entre otros por el productor de Siamese Dream Butch Vig, quién la llamó "una de las baterías más impresionantes que [él] había escuchado jamás".
Aunque nunca fue lanzada como sencillo, fue incluida en el álbum recopilatorio de la emisora australiana Triple J Eleven. "Geek U.S.A." fue rehecha de una canción anterior de la banda titulada "Suicide Kiss". Una versión en vivo de "Geek U.S.A." aparece en el álbum Earphoria y en su video hermano Vieuphoria.
Una presentación en vivo de la canción aparece también en la recopilación de videos oficial de la banda, Greatest Hits Video Collection. El video de este concierto, filmado para un especial de televisión de Seattle, fue la primera experiencia de la banda con los directores Jonathan Dayton y Valerie Faris, quienes realizaron varios videos más para la banda en los años siguientes. El concierto fue notable por la presencia de 50 payasos profesionales en tarima con los Pumpkins, luego de que se le dijo a la banda que serían presentados como ellos lo desearan en la gira. El baterista Jimmy Chamberlin y el director Jonathan Dayton (quién también estaba vestido como payaso para poder filmar primeros planos de la banda) coincidieron en que la presentación se volvió muy peligrosa cuando los payasos comenzaron a hacer stage diving.
"Geek U.S.A." fue tocada en vivo por la banda desde 1992 hasta 1996, con una breve reaparición en el repertorio en 1999.
La banda de metal progresivo Between the Buried and Me hizo un cover de esta canción en su álbum de 2006 The Anatomy of...